# Times Higher Education
Times Higher Education (THE), ранее Times Higher Education Supplement (THES) — еженедельный журнал, специализирующийся на новостях и других вопросах высшего образования. Редакция находится в Лондоне.

## История издания
С самого первого выпуска в 1971 году по 2008 год THE выходил в формате газеты. 10 января 2008 издание было перезапущено как журнал с регулярными выпусками. Издателем журнала является TSL Education Ltd., до октября 2005 года бывшее подразделением News International.
Главным редактором журнала является Джон Гилл. Фил Бэйти — редактор по особым вопросам, также отвечает за международный раздел. Кроме того, он является редактором ежегодного Мирового рейтинга университетов.
В журнале есть вымышленная сатирическая колонка «Poppletonian», ведомая Лори Тейлором, рассказывающая о жизни несуществующего университета Поплтон.
В 2011 Professional Publishers Association присудила журналу звание «Деловой еженедельный журнал года» и «Бренд года в области деловых СМИ».

## Мировой рейтинг университетовTimes Higher Education
Times Higher Education известен ежегодной публикацией рейтинга Times Higher Education World University Rankings, впервые вышедшего в ноябре 2004 года.
30 октября 2009 года Times Higher Education прекратил отношения с QS и подписал соглашение с Thomson Reuters с целью обеспечения данных для ежегодных мировых рейтингов. Журнал разработал новую методику составления рейтингов, учитывая мнения читателей и редакции. Результаты публикуются ежегодно, начиная с осени 2010 года. QS, собиравший и анализировавший данные для рейтингов за последние 6 лет, больше не имеет каких либо деловых отношений с Times Higher Education.

## Награды
Журнал присуждает два комплекта наград каждый год.
Первым является «Премия Times Higher Education». Вторым — «Премия Times Higher Education за лидерство и управление» (Thelmas).